# International Quadball Association
La International Quadball Association (en español Asociación Internacional de Quádbol), en breve IQA, es el organismo rector internacional del quádbol. Fue fundada en 2009 como sucesora de la Asociación Intercolegial de Quidditch. En 2010, la IQA tomó su nombre actual y en 2016 se convirtió en una asociación deportiva internacional con el establecimiento del congreso. Incluye numerosas asociaciones nacionales que regulan el quádbol en sus respectivas naciones.

## Fundación
La IQA se fundó en 2009 en el campus del Middlebury College de Vermont. Entonces se llamaba Intercollegiate Quidditch Association, y era una consecuencia de los torneos muy populares del campus. La asociación se encarga de organizar los principales torneos y eventos de quádbol del mundo, sobre todo la Copa del Mundo de Quádbol, así como de establecer las reglas internacionales y de expandirse por todo el mundo.

## Membresía

### Miembros de pleno derecho
Un miembro de pleno derecho es un órgano de gobierno nacional que representa la actividad de quádbol de una región a nivel de la IQA. Cada asociación nacional está representada por uno a tres delegados, según el Índice de Desarrollo del Quádbol. Las asociaciones también están obligadas a organizar un torneo final de campeonato anual.

Miembros de la IQA:
Miembros de pleno derecho
Miembros asociados

| Miembros de pleno derecho | Miembros de pleno derecho          |
| ------------------------- | ---------------------------------- |
| Asociación Quádbol España | Associació de Quadbol de Catalunya |
| US Quidditch              | Fédération du Quidditch Français   |
| QuidditchUK               | Associazione Italiana Quidditch    |
| Quidditch Derneği         | Quidditch México                   |
| Deutscher Quidditchbund   | Quidditch Nederland                |
| Quidditch Australia       | Norges Rumpeldunkforbund           |
| Quidditch Austria         | Polska Liga Quidditcha             |

### Miembros asociados
Un Miembro Asociado tiene dos o más equipos y un Índice de Desarrollo de Quádbol inferior al umbral establecido por la IQA. Tiene derecho a un voto independiente en el Congreso de la IQA, pero no puede votar. Los órganos de gobierno nacionales que desarrollen deben aportar pruebas de que se juega regularmente en competición.
| Miembros asociados                 | Miembros asociados                   | Miembros asociados              | Miembros asociados                        |
| ---------------------------------- | ------------------------------------ | ------------------------------- | ----------------------------------------- |
| Associação Brasileira de Quadribol | Asociación Chilena de Quidditch      | Hiệp hội Quidditch Việt Nam     | Federación Deportiva Peruana de Quidditch |
| Schweizerischer Quidditchverband   | Česká Asociace Famfrpálu             | Svenska Quidditchförbundet      |                                           |
| Dansk Quidditchforbund             | Quidditch Finland                    | Quidditch Korea                 |                                           |
| Hong Kong Quidditch Association    | Quidditch Hungary                    | Quidditch zveza Slovenije       |                                           |
| Quidditchsamband Íslands           | Quidditch Ireland                    | Slovenská Metlobalová Asociácia |                                           |
| Nihon Kuiditchi Kyōkai             | Srpski Kvidič Savez                  | Quidditch Portugal              |                                           |
| Quidditch Malaysia                 | Quidditch Association of New Zealand |                                 |                                           |

## Torneos

### Copa del Mundo de Quádbol
La Copa del Mundo de quádbol es el torneo de la IQA para equipos nacionales. Todas las naciones que juegan al quádbol tienen la oportunidad de competir en este torneo. El último evento hasta la fecha debía celebrarse en 2020 en Richmond, Estados Unidos, pero debido a la pandemia de COVID-19 el torneo se pospuso a 2021, que también se canceló.
El Campeonato Mundial original se tituló Summer Games (español Juegos de Verano), en referencia a los Juegos Olímpicos. En julio de 2012, cinco equipos nacionales participaron en este torneo internacional de la IQA, que se celebró en University Parks, en Oxford. Los cinco equipos eran de Estados Unidos, Canadá, Francia, Reino Unido y Australia.

### Campeonato Europeo de Quádbol
El Campeonato Europeo de quádbol es un torneo regional que se celebra cada año, alternando con la Copa del Mundo. Los primeros partidos tuvieron lugar en julio de 2015 en Sarteano, Italia. 12 naciones compitieron entre sí, y Francia salió victoriosa por delante de Reino Unido.